# Turgay Şeren
Türkay „Turgay“ Sabit Şeren (* 15. Mai 1932 in Ankara; † 7. Juli 2016 in Istanbul) war ein türkischer Fußballtorhüter, Fußballtrainer und -kommentator. Durch seine langjährige Tätigkeit für Galatasaray Istanbul und als dessen Eigengewächs wird er sehr stark mit diesem Verein assoziiert und von Vereins- und Fanseiten als eine der wichtigsten Persönlichkeiten der Vereinsgeschichte betrachtet. Bis Anfang der 2010er Jahre war er als populärer Zeitungskolumnist und Fußballexperte im Fernsehen tätig. Zu Spielerzeiten hatte er den Spitznamen Panther von Berlin.

## Spielerkarriere

### Verein
Şeren besuchte das renommierte Galatasaray-Gymnasium und spielte während dieser Zeit in der Jugendabteilung des Traditionsvereins Galatasaray Istanbul – jenes Vereins, der von Schülern des Galatasaray-Gymnasiums gegründet wurde. In der Schule fiel er aufgrund seiner für damalige Verhältnisse großen Statur dem Sportlehrer Mehmet Ali Hoca auf. Obwohl Şeren bis dahin in der Nachwuchsmannschaft Galatasarays als Mittelstürmer tätig gewesen war, wurde er auf Anraten von Mehmet Ali Hoca mit 14 Jahren als Ersatzkeeper für Stammtorhüter Erdoğan Atlıoğlu in die Profimannschaft aufgenommen.
Şeren spielte von 1949 bis 1966 für Galatasaray Istanbul.

### Nationalmannschaft
Für die türkische Fußballnationalmannschaft absolvierte er 46 Spiele. Sein Spiel gegen Westdeutschland im Jahr 1951 in Berlin ragt hierbei heraus. Mit seinen Paraden während des Spiels sicherte er der Mannschaft einen 2:1-Sieg. Seit diesem Spiel wurde er als Berlin Panteri (Panther von Berlin) bezeichnet.
Er gehörte dem Kader der türkischen Nationalmannschaft bei der Fußball-Weltmeisterschaft 1954 in der Schweiz an und kam in den Vorrundenspielen gegen Deutschland (1:4) und Südkorea (7:0) zum Einsatz.
Şeren kam in der ersten Partie der Türkischen U-21-Nationalmannschaft, die am 28. Oktober 1950 im Rahmen des Mittelmeerpokals gegen die Ägyptische U-21-Nationalmannschaft gespielt wurde, zum Einsatz.

## Trainerkarriere
Nach dem Ende seiner Spielerlaufbahn arbeitete Şeren etwa ein Jahrzehnt als Fußballtrainer. Als erste Tätigkeit betreute er in der Spielzeit 1968/69 den damaligen Erstligisten Mersin İdman Yurdu. Zum Saisonende verließ er diesen Verein und wechselte innerhalb der Liga zu Vefa Istanbul. Nachdem er eine Spielzeit Vefa betreut hatte, übernahm er den nordtürkischen Erstligisten Samsunspor.
Zum Sommer 1971 übernahm er ein weiteres Mal Mersin IY und trainierte diesen Verein zwei Jahre lang.
Vor dem 6. Spieltag der Saison 1979/80 übernahm er vom zurückgetretenen Coşkun Özarı das Traineramt von Galatasaray Istanbul. Diesen Verein betreute er bis zum Saisonende und belegte einen enttäuschenden 9. Tabellenplatz. Nach dieser Tätigkeit wirkte er nicht weiter als Trainer und arbeitete fortan als Fußballkommentator.

## Erfolge
- Türkische Meisterschaft: 1961/62, 1962/63
- Türkischer Fußballpokal: 1962/63, 1963/64, 1965/66

## Auszeichnungen
- Von der Vereinigung der türkischen Sportjournalisten wurde Şeren 1986 in die beste Elf der letzten 25 Jahre im türkischen Fußball gewählt.[4]